# Embalse del Zujar
Embalse del Zujar este o arie protejată (arie de protecție specială avifaunistică — SPA) din Spania întinsă pe o suprafață de 1.521,65 ha, integral pe uscat.

## Localizare
Centrul sitului Embalse del Zujar este situat la coordonatele 38°55′24″N 5°26′32″W / 38.923333°N 5.442222°V.

## Înființare
Situl Embalse del Zujar a fost declarat arie de protecție specială avifaunistică în decembrie 2004 pentru a proteja 1 specie de plante și 47 de specii de animale.

## Biodiversitate
Situată în ecoregiunea mediteraneană, aria protejată conține 3 habitate naturale: Pseudostepă cu ierburi și specii anuale de Thero-Brachypodietea, Galerii și tufărișuri riverane sudice (Nerio-Tamaricetea și Securinegion tinctoriae), Tufărișuri termo-mediteraneene și de pre-deșert.
La baza desemnării sitului se află mai multe specii protejate:
- plante (1): Marsilea batardae
- păsări (39): fluierar de munte (Actitis hypoleucos), pescăruș albastru (Alcedo atthis), rață sulițar (Anas acuta), rață lingurar (Anas clypeata), rață pitică (Anas crecca), rață fluierătoare (Anas penelope), rață mare (Anas platyrhynchos), rață pestriță (Anas strepera), gâscă cenușie (Anser anser), stârc cenușiu (Ardea cinerea), rața moțată (Aythya fuligula), buha (Bubo bubo), pasărea ogorului (Burhinus oedicnemus), chirighiță-cu-obraz-alb (Chlidonias hybridus), chirighiță neagră (Chlidonias niger), barză albă (Ciconia ciconia), barză neagră (Ciconia nigra), erete cenușiu (Circus pygargus), Falco naumanni, lișiță (Fulica atra), ciovlica roșcată (Glareola pratincola), Hieraaetus fasciatus, piciorong (Himantopus himantopus), pescăruș negricios (Larus fuscus), pescăruș râzător (Larus ridibundus), sitar de mâl (Limosa limosa), rață cu ciuf (Netta rufina), dropie (Otis tarda), cormoran mare (Phalacrocorax carbo), ploier auriu (Pluvialis apricaria), corcodel mare (Podiceps cristatus), corcodel-cu-gât-negru (Podiceps nigricollis), Pterocles alchata, Pterocles orientalis, corcodel mic (Tachybaptus ruficollis), spârcaci (Tetrax tetrax), fluierar cu picioare verzi (Tringa nebularia), fluierarul de zăvoi (Tringa ochropus), fluierarul cu picioare roșii (Tringa totanus)
- mamifere (1): vidră de râu (Lutra lutra)
- pești (6): Alosa alosa, Cobitis paludica, Luciobarbus comizo, Pseudochondrostoma willkommii, Rutilus alburnoides, Rutilus lemmingii
- reptile (1): Mauremys leprosa

Pe lângă speciile protejate, pe teritoriul sitului au mai fost identificate 1 specie de păsări, 6 specii de amfibieni, 3 specii de mamifere, 1 specie de nevertebrate, 8 specii de pești, 9 specii de reptile.